# Морбиди и Мноћи
Морбиди и Мноћи био је југословенски и српски готик рок и алтернативни рок бенд из Београда, активан у периоду између 1984. и 1990. године. Основан је од стране Милорада Милинковића и Марија Сурјана, а прошао је кроз неколико састава током својих активних година током југословенске новоталасне сцене. Поред њих, бенд су чинили Стерије Толић, Марко Миливојевић, Небојша Чурчић, Дејан Стефановић и Марио Шепаровић.

## Историјат
Бенд је настао 1984. године у Београду. Име се састоји од три речи : Морбиди и мешавине речи Моћи (могу) и Ноћи (ноћ). Главни гитариста Марио Шурјан је раније свирао у београдском панк бенду Крвна зрнца, као и у бенду Тонија Монтана Радост Европе са бубњаром Драгославом Дражом Радојковићем (касније из групе Лајбах) и Димеом Тодоровим „Мунетом“ из Партибрејкерса. Сурјан се дружио са Милинковићем када су обојица почели да се баве експерименталном музиком. Након што су изгубили траку од Ралф рецордса, одлучили су да оснују „алтернативни поп бенд“.
Први хит бенда био је у живој радио емисији Вентилатор 202 са песмом Играј твист на њеном лицу. Од 1985. до 1988. бенд је снимао и продуцирао своје песме у два студија :  новоосновани студио У Шкрипцу, који је финансирао Милинковић и студио „Бранко Хендрикс” у Београду, у власништву Бранка „Хендрикса” Поткоњака. Из финансијских разлога, већина њихових песама снимљена је у једном кадру. За то време Марко Миливојевић, који ће касније члан група Екатарина Велика, и Партибрејкерси, смењен је на месту бубњара након смрти Стерије Толића. Као други гитариста доведен је Данко Гајић, Милинковићев пријатељ. Године 1985. басиста Дејан Стефановић, који је претходно свирао клавијатуре за Дух Нибор, напушта бенд. Бенд је активно наступао уживо. Једна од њихових најпопуларнијих песама била је Пут (1987).
Бенд никада није потписао уговоре за снимање, па тако никада није објавио албум. Бенд је одбијен од стране српске издавачке куће ПГП РТБ због тога што су их етикетирали као „пропагаторе наркоманије”. Сходно томе, све њихове песме су ремастероване из демо снимака и песама ниског квалитета и постављене на Јутјуб много година касније, где су стекле популарност са преко милион прегледа. Године 2022. Марио Сурјан је поново објавио старе песме бенда под званичним именом на Спотифај и другим платформама.